# Port lotniczy Iconi
Port lotniczy Iconi (IATA: YWA, ICAO: FMCN) – zamknięty międzynarodowy port lotniczy, położony w Iconi, w zachodniej części wyspy Wielki Komor, na Komorach. Został zamknięty na rzecz lepiej rozwiniętego (po przeprowadzonej w pierwszej dekadzie XXI wieku modernizacji) portu lotniczego Moroni imienia księcia Saida Ibrahima, położonego bliżej stolicy państwa.